# Promissão
Promissão là một đô thị ở bang São Paulo của Brasil. Đô thị này nằm ở vĩ độ 21º32'12" độ vĩ nam và kinh độ 49º51'29" độ vĩ tây, trên khu vực có độ cao 426 m. Dân số năm 2004 ước tính là 32.708 người. 

## Thông tin nhân khẩu
Dữ liệu dân số theo điều tra dân số năm 2000
Tổng dân số: 31.105
- Urbana: 25.635
- Rural: 5.470
- Homens: 15.717
- Mulheres: 15.388

Mật độ dân số (người/km²): 39,77
Tỷ lệ tử vong trẻ sơ sinh dưới 1 tuổi (trên một triệu người): 8,18
Tuổi thọ bình quân (tuổi): 75,98
Tỷ lệ sinh (số trẻ trên mỗi bà mẹ): 2,49
Tỷ lệ biết đọc biết viết: 91,09%
Chỉ số phát triển con người (HDI-M): 0,817
- Chỉ số phát triển con người - Thu nhập: 0,704
- Chỉ số phát triển con người - Tuổi thọ: 0,850
- Chỉ số phát triển con người - Giáo dục: 0,897

(Nguồn: IPEADATA)